# Carex dayuongensis
Carex dayuongensis är en halvgräsart som beskrevs av Zheng Ping Wang. Carex dayuongensis ingår i släktet starrar, och familjen halvgräs. Inga underarter finns listade i Catalogue of Life.